# Скоња Инфериоре (Ла Специја)
Скоња Инфериоре је насеље у Италији у округу Ла Специја, региону Лигурија.
Према процени из 2011. у насељу је живело 18 становника. Насеље се налази на надморској висини од 468 м.